# Serra d'Alsamora
La Serra d'Alsamora és una serra del terme municipal de Sant Esteve de la Sarga, del Pallars Jussà. Aquesta serra separa les dues valls principals del terme: al sud, la Feixa, que els pobles d'Alsamora i Sant Esteve de la Sarga; al nord, la del barranc de la Clua, amb els pobles de la Cula, la Torre d'Amargós i Castellnou de Montsec. Forma un arc molt obert de nord-oest a nord-est, inflexionat al sud a la part central.
La meitat de la serra que mira al nord, al barranc de la Clua, és un pendís suau, que baixa de dalt la carena cap als 500/600 metres per on discorre aquell barranc. La que mira al sud, a la Feixa i el poble d'Alsamora, és més sobtada, abrupta, i està constituït per diversos sectors encinglerats: les Roques Peronyes a ponent, dins del Cingle de les Peronyes, l'Obagueta, el lloc on hi ha la capella de la Mare de Déu de la Feixa i lo Colomer de Vilabella, sota el Tossal de Vilabella. A la part final, a més del tossal d'aquest nom, també hi ha la Collada de Vilabella.
A l'extrem de ponent, baixa gradualment cap a la Noguera Ribagorçana, mentre que pel de llevant enllaça amb lo Tossal, el Tossal del Solà i la Serra del Sastret, ja prop del límit del terme de Sant Esteve de la Sarga amb el de Castell de Mur (antic terme de Mur).
Pren el nom del poble més proper al sud de la serra, al qual mira la seva part més abrupta, però també queda a prop de Sant Esteve de la Sarga (SE) i de Mont-rebei (SO).